# Янчук Єлизавета Юріївна
Янчук Єлизавета Юріївна (нар. 8 березня 1993 р.) — неактивна українська тенісистка. Її молодша сестра Ольга Янчук — теж професійна тенісистка.

## Кар'єра
Янчук має найвищий у кар'єрі світового рейтингу одиночного розряду № 258, досягнутий 4 квітня 2016 року. Вона також має високий рейтинг парного розряду в кар'єрі №279 за версією WTA, досягнутий 22 серпня 2016 року. Янчук виграла чотири одиночні титули та шість титулів у парному розряді на турнірах Турнірах ITF.
Янчук дебютувала в головному розіграші туру WTA на Кубку Баку 2015 року у парному розряді з Ольгою Фрідман.

## Фінал ITF

### Одиночний розряд: 10 (4–6)
| Легенда          |
| ---------------- |
| Турніри $100 000 |
| Турніри $75 000  |
| Турніри $50 000  |
| Турніри $25 000  |
| Турніри $10 000  |

| Фінали за поверхнею |
| ------------------- |
| Хард (1–0)          |
| Глина (3–6)         |
| Трава (0–0)         |
| Килим (0–0)         |

| Результат   | №. | Дата               | Турнір                  | Поверхня | Суперниця              | Рахунок            |
| ----------- | -- | ------------------ | ----------------------- | -------- | ---------------------- | ------------------ |
| Переможець  | 1. | 26 червня 2011 р.  | ITF Ізмір, Туреччина    | Глина    | Александріна Найденова | 7–5, 6–1           |
| Друге місце | 1. | 20 серпня 2011 р.  | ITF Ratingen, Німеччина | Глина    | Скарлет Вернер         | 0–6, 5–7           |
| Друге місце | 2. | 1 жовтня 2012 р.   | ITF Анталія, Туреччина  | Глина    | Катержина Ванькова     | 6–4, 4–6, 0–6      |
| Друге місце | 3. | 16 березня 2014 р. | ITF Орландо, США        | Глина    | Катеріна Стюарт        | 1–6, 1–6           |
| Переможець  | 2. | 29 червня 2014 р.  | ITF Прокупле, Сербія    | Глина    | Александра Нанкерроу   | 1–6, 7–5, 6–3      |
| Переможець  | 3. | 21 липня 2014 р.   | ITF Palić, Сербія       | Глина    | Агнеш Букта            | 6–7 (11), 7–5, 6–4 |
| Друге місце | 4. | 4 серпня 2014 р.   | ITF Заєчар, Сербія      | Глина    | Наталія Костич         | 2–6, 1–6           |
| Друге місце | 5. | 7 вересня 2014 р.  | ITF Галаші, Румунія     | Глина    | Патріція Марія Ціг     | 3–6, 3–6           |
| Переможець  | 4. | 22 вересня 2014 р. | ITF Мадрид, Іспанія     | Хард     | Хлое Паке              | 6–2, 6–3           |
| Друге місце | 6. | 29 січня 2017 р.   | Каплиця Уеслі ITF, США  | Глина    | Ангеліна Калініна      | 4–6, 4–6           |

### Парний розряд: 14 (6–8)
| Легенда          |
| ---------------- |
| Турніри $100,000 |
| Турніри $75,000  |
| Турніри $50,000  |
| Турніри $25,000  |
| Турніри $10,000  |

| Фінали за покриттям |
| ------------------- |
| Хард (0–4)          |
| Глина (6–4)         |
| Трава (0–0)         |
| Килим (0–0)         |

| Результат   | No. | Дата             | Турнір                   | Поверхня | Партнерка            | Суперниці                                   | Рахунок             |
| ----------- | --- | ---------------- | ------------------------ | -------- | -------------------- | ------------------------------------------- | ------------------- |
| Переможець  | 1.  | 8 серпня 2011    | ITF Ферсмольд, Німеччина | Глина    | Юлія Майр            | Сесілія Коста Мольгар Даніела Сегель        | 6–4, 6–3            |
| Переможець  | 2.  | 15 серпня 2011   | ITF Ратінген, Німеччина  | Глина    | Кароліна Влодарчак   | Катарина Герінг Діна Пфіценмаєр             | 3–6, 6–1, 6–4       |
| Друге місце | 1.  | 3 жовтня 2011    | ITF Єреван, Вірменія     | Глина    | Ольга Янчук          | Татія Мікадзе Сопія Шапатава                | 1–6, 4–6            |
| Друге місце | 2.  | 30 січня 2012    | ITF Ранчо-Санта-Фе, США  | Хард     | Ірина Бурячок        | Марія Санчес Ясмін Шнак                     | 6–7(7), 6–4 [8–10]  |
| Переможець  | 3.  | 1 жовтня 2012    | ITF Анталія, Туреччина   | Глина    | Світлана Пироженко   | Анаїс Лорендон Катержина Ванькова           | 7–6(0), 2–6, [10–7] |
| Друге місце | 3.  | 4 липня 2014     | ITF Прокупле, Сербія     | Глина    | Ольга Фрідман        | Ліна Джорческа Александра Нанкерроу         | 4–6, 6–7(5)         |
| Переможець  | 4.  | 25 липня 2014    | ITF Паліч, Сербія        | Глина    | Ліна Джорческа       | Ірина Бара Камелія Хрістя                   | 6–4, 6–1            |
| Переможець  | 5.  | 10 серпня 2014   | ITF Заечар, Сербія       | Глина    | Наталія Кості        | Александра Нанкерроу Барбора Штефкова       | 6–3, 7–5            |
| Переможець  | 6.  | 14 вересня 2014  | ITF Леріда, Іспанія      | Глина    | Александра Нанкерроу | Івонна Кавалле Реймерс Лусія Сервера Васкес | 6–1, 6–1            |
| Друге місце | 4.  | 9 березня 2015   | ITF Ам'єн, Франція       | Глина    | Ольга Янчук          | Ілка Черегі Елені Даніліду                  | 1–6, 4–6            |
| Друге місце | 5.  | 16 березня 2015  | ITF Гонесс, Франція      | Глина    | Ольга Янчук          | Агнеш Букта Оана Георгета Сіміон            | 4–6, 6–3, [6–10]    |
| Друге місце | 6.  | 7 вересня 2015   | ITF Батумі, Грузія       | Хард     | Ангеліна Габуева     | Натела Дзаламідзе Альона Тарасова           | 7–5, 1–6, [7–10]    |
| Друге місце | 7.  | 9 листопада 2015 | ITF Екердревіль, Франція | Хард (i) | Шеразад Ре           | Александра Каданцу Леслі Керкгове           | 3–6, 4–6            |
| Друге місце | 8.  | 19 лютого 2016   | Morelos Open, Мексика    | Хард     | Катержина Крамперова | Александріна Найденова Фанні Штоллар        | 3–6, 2–6            |